# Accords de Khassaviourt
Les accords de Khassaviourt (en russe : Хасавю́ртовские соглаше́ния, Khasavyúrtovskiye soglashéniya) sont une déclaration conjointe des représentants de la fédération de Russie et de la république tchétchène d'Itchkérie, approuvant les « principes de base » des relations entre les deux entités. 
Signés dans la ville de Khassaviourt au Daghestan le 31 août 1996, ils contribuent à mettre fin à la première guerre de Tchétchénie. 

## Contexte
La signature des accords de Khassaviourt fait suite à une offensive victorieuse des indépendantistes tchétchènes qui ont réussi à reprendre Grozny mais aussi Argoun et Goudermes à la mi-août 1996, contraignant les Russes à signer un nouveau cessez-le-feu quelques jours plus tard. 

## Contenu
Les accords de Khassaviourt prévoient la démilitarisation de la capitale tchétchène Grozny, la création d'un quartier général commun pour empêcher le pillage dans la ville, le retrait de tous les effectifs de l'armée fédérale russe stationnés en Tchétchénie dans un délai de quatre mois et enfin le règlement de la question du statut de la Tchétchénie avant le 31 décembre 2001. 

## Signataires
Les principaux signataires des accords de Khassaviourt sont le chef d'état-major des forces armées de la République tchétchène d'Itchkérie Aslan Maskhadov (représentant le président tchétchène Zelimkhan Iandarbiev) et le secrétaire du Conseil de sécurité de Russie Alexandre Lebed (représentant le président russe Boris Eltsine). Les accords sont également signés par le vice-président tchétchène Saïd-Hassan Aboumouslimov et le vice-secrétaire du Conseil de sécurité de Russie Sergueï Kharlamov (ru). Bien que leurs fonctions soient précisées ici, ce n'est pas le cas sur le document de la déclaration commune qui se contente d'énumérer les noms des signataires dans l'ordre suivant : 
- A. Lebed
- S. Kharlamov
- A. Maskhadov
- S. Aboumouslimov

Il s'agit là d'une différence notable avec le document du cessez-le-feu signé à Novye Atagi (en) neuf jours plus tôt qui, lui, fait bien état des fonctions respectives de Lebed et de Maskhadov.  

## Suites

### Controverse constitutionnelle en Russie
Le 8 octobre 1996, le Conseil de la fédération de Russie adopte la résolution n° 336 par le biais de laquelle il considère « les documents signés le 31 août 1996 dans la ville de Khassaviourt » comme « n’ayant aucune valeur étatique-légale ».  
À la fin de l'année 1996, 93 députés de la Douma d'État saisissent la Cour constitutionnelle de la fédération de Russie pour lui demander de vérifier la constitutionnalité des « documents signés le 31 août 1996 à Khassaviourt par A. Lebed, A. Maskhadov, S. Kharlamov (ru) et S. Aboumouslimov ». Selon les auteurs de la saisine, ces documents ne sont pas conformes à l'article 4 de la Constitution russe de 1993 portant notamment sur « l'intégrité et l'inviolabilité » du territoire de la fédération de Russie. Dans son arrêt du 26 décembre 1996, la Cour constitutionnelle de la fédération de Russie se déclare incompétente pour statuer sur la question. 